# 550139 Venn
550139 Venn este o planetă minoră (asteroid) din centura de asteroizi. A fost descoperită pe 18 septembrie 2006 la  de . 
Obiectul prezintă o orbită caracterizată de o semiaxă mare de 2,6844216528766 UAi, o excentricitate de 0,25211075289295, o înclinație de 13,105106569746 ° în raport cu ecliptica.